# Kijoši Tomizava
Kijoši Tomizava (japonsko 富沢 清司), japonski nogometaš, 3. december 1943.
Za japonsko reprezentanco je odigral 9 uradnih tekem.